# Draconarius arcuatus
Draconarius arcuatus là một loài nhện trong họ Amaurobiidae.
Loài này thuộc chi Draconarius. Draconarius arcuatus được Jun Chen miêu tả năm 1984.